# Copa del Inca 2011
El Torneo Intermedio 2011 de fútbol profesional del Perú o Copa del Inca, fue una copa nacional de Perú. Este torneo de fútbol tenía formato de copa nacional. Participaron los 16 equipos de Primera División, 5 de Segunda División y 11 de la Copa Perú. No tiene relación alguna con otros torneos realizados en décadas anteriores como el Intermedio 1993 o el Torneo Plácido Galindo. Se disputó mientras el Campeonato Descentralizado 2011 se detuvo por la participación de la selección peruana en la Copa América 2011.
Sería el José Gálvez de Chimbote quién se consagraría campeón del torneo al vencer en la final (ida y vuelta) al Sport Ancash de Huaraz. Llamativo en el plano local por tratarse de dos equipos de la Segunda División quienes disputarían la final.

## Sistema de competición
El torneo se presenta como una copa de eliminación directa. Participarán 32 equipos: los 16 que militan en Primera División y otros 16 de categorías inferiores elegidos arbitrariamente (5 de Segunda División y 11 de Copa Perú). En primera instancia —dieciseisavos de final— se jugará un partido único donde los equipos de categorías inferiores serán locales frente a los equipos de Primera División. Las llaves en dicha instancia fueron decididas básicamente en torno a la cercanía geográfica. Posteriormente, las siguientes rondas se jugarán en partidos de ida y vuelta.
Cabe destacar que, dado que los equipos de categorías inferiores fueron invitados, otros equipos de Arequipa, Cuzco y Puno reclamaron su derecho a participar del certamen. Por ello, en las ciudades señaladas se jugó un partido preliminar para decidir a su representante en el torneo.

## Equipos

### Primera División
| Equipo           | Ciudad    | Estadio               | Capacidad |
| ---------------- | --------- | --------------------- | --------- |
| Alianza Atlético | Piura     | Miguel Grau           | 25.000    |
| Alianza Lima     | Lima      | Alejandro Villanueva  | 35.000    |
| Cienciano        | Cusco     | Inca Garcilaso        | 45.000    |
| CNI              | Iquitos   | Max Augustín          | 24.576    |
| Cobresol         | Moquegua  | 25 de Noviembre       | 21.000    |
| FBC Melgar       | Arequipa  | Monumental de la UNSA | 40.217    |
| Inti Gas         | Ayacucho  | Ciudad de Cumaná      | 15.000    |
| Juan Aurich      | Chiclayo  | Elías Aguirre         | 24.500    |
| León de Huánuco  | Huánuco   | Heraclio Tapia        | 25.000    |
| Sport Boys       | Callao    | Miguel Grau           | 17.000    |
| Sport Huancayo   | Huancayo  | Huancayo              | 17.000    |
| Sporting Cristal | Lima      | Alberto Gallardo      | 11.600    |
| Unión Comercio   | Moyobamba | IPD de Moyobamba      | 8.000     |
| U. César Vallejo | Trujillo  | Mansiche              | 25.036    |
| U. San Martín    | Lima      | Alberto Gallardo      | 11.600    |
| Universitario    | Lima      | Monumental            | 85.000    |

### Segunda División
| Equipo            | Ciudad   | Estadio              | Capacidad |
| ----------------- | -------- | -------------------- | --------- |
| Alianza Unicachi  | Puno     | Enrique Torres Belón | 20.000    |
| Atlético Torino   | Talara   | Campeonísimo         | 8.000     |
| Coronel Bolognesi | Tacna    | Jorge Basadre        | 19.850    |
| José Gálvez       | Chimbote | Centenario           | 32.000    |
| Sport Ancash      | Huaraz   | Rosas Pampa          | 18.000    |

### Copa Perú
| Equipo                | Ciudad      | Estadio              | Capacidad |
| --------------------- | ----------- | -------------------- | --------- |
| ADT                   | Tarma       | Unión Tarma          | 6.000     |
| Atlético Grau         | Piura       | Miguel Grau          | 25.000    |
| Deportivo Municipal   | Lima        | Manuel Bonilla       | 6.500     |
| José María Arguedas   | Andahuaylas | Los Chankas          | 10.000    |
| Pedro Anselmo Bazalar | Huacho      | Segundo Aranda       | 8.000     |
| Real Garcilaso        | Cusco       | Inca Garcilaso       | 45.000    |
| Sport Victoria        | Ica         | José Picasso Peratta | 8.000     |
| Sporting Pizarro      | Tumbes      | Mariscal Cáceres     | 12.000    |
| Sportivo Huracán      | Arequipa    | Mariano Melgar       | 15.000    |
| Unión Huaral          | Huaral      | Julio Lores Colán    | 5.962     |
| UTC                   | Cajamarca   | Héroes de San Ramón  | 18.000    |

## Fase preliminar
| Copa del Inca 2011 1º Preliminar; 14 de mayo de 2011, 15:00 | Sportivo Huracán | 2:1 (0:0) | FBC Aurora   | Monumental de la UNSA, Arequipa, (Perú) |                        |
|                                                             | Romaní 56' 57'   | Reporte   | Roldán 90+2' | Árbitro(s): Luis Garay                  | Árbitro(s): Luis Garay |

| Copa del Inca 2011 2º Preliminar; 15 de mayo de 2011, 15:00 | Deportivo Garcilaso | 0:1 (0:1) | Real Garcilaso | Estadio Inca Garcilaso, Cusco, (Perú) |                            |
|                                                             |                     | Reporte   | Reyna 2'       | Árbitro(s): Alberto Lozano            | Árbitro(s): Alberto Lozano |

| Copa del Inca 2011 3º Preliminar; 18 de mayo de 2011, 15:00 | Alfonso Ugarte                                   | 1:1 (1:0) (4:5 p.)         | Alianza Unicachi                                            | Estadio Enrique Torres Belón, Puno, (Perú) |                          |
|                                                             | J. Zambrano 9'                                   | Reporte                    | Tello 86'                                                   | Árbitro(s): Héctor Rojas                   | Árbitro(s): Héctor Rojas |
|                                                             |                                                  | Tiros desde el punto penal |                                                             |                                            |                          |
|                                                             | Núñez · J. Zambrano · D. Flores · Paiva · Pineda |                            | Sanguinetti · Monserrate · Francia · L. Galliquio · Ardiles |                                            |                          |

| \| Jor. \| Fecha \| Estadio \| Ciudad \| Local \| Score \| Visitante \| \| ---- \| ---------- \| --------------------- \| -------- \| ------------------- \| ---------------- \| ---------------- \| \| 1º \| 14-05-2011 \| Monumental de la UNSA \| Arequipa \| Sportivo Huracán \| 2 - 1 \| FBC Aurora \| \| 2º \| 15-05-2011 \| Inca Garcilaso \| Cusco \| Deportivo Garcilaso \| 0 - 1 \| Real Garcilaso \| \| 3º \| 18-05-2011 \| Enrique Torres Belón \| Puno \| Alfonso Ugarte \| 1 - 1 (4 - 5 p.) \| Alianza Unicachi \| |            |                       |          |                     |                  |                  |
| Jor. | Fecha      | Estadio               | Ciudad   | Local               | Score            | Visitante        |
| 1º | 14-05-2011 | Monumental de la UNSA | Arequipa | Sportivo Huracán    | 2 - 1            | FBC Aurora       |
| 2º | 15-05-2011 | Inca Garcilaso        | Cusco    | Deportivo Garcilaso | 0 - 1            | Real Garcilaso   |
| 3º | 18-05-2011 | Enrique Torres Belón  | Puno     | Alfonso Ugarte      | 1 - 1 (4 - 5 p.) | Alianza Unicachi |

## Dieciseisavos de final
| Copa del Inca 2011 Llave 1; 29 de mayo de 2011, 15:00 | Sporting Pizarro           | 2:1 (0:1) | Unión Comercio | Estadio Mariscal Cáceres, Tumbes, (Perú) |                           |
|                                                       | Plaza 55' (p) · Crespo 63' | Reporte   | Laguna 28'     | Árbitro(s): Federico Sosa                | Árbitro(s): Federico Sosa |

| Copa del Inca 2011 Llave 2; 29 de mayo de 2011, 15:00 | ADT                       | 1:1 (1:0) (1:4 p.)         | Sport Huancayo                   | Estadio Unión Tarma, Tarma, (Perú) |                           |
|                                                       | Tinoco 15'                | Reporte                    | Pabón 64'                        | Árbitro(s): Robert Rafael          | Árbitro(s): Robert Rafael |
|                                                       |                           | Tiros desde el punto penal |                                  |                                    |                           |
|                                                       | Carhuas · Almanza · Ortiz |                            | Angulo · Reyes · Giral · Delgado |                                    |                           |

| Copa del Inca 2011 Llave 3; 28 de mayo de 2011, 16:00 | Atlético Grau | 1:0 (0:0) | Alianza Atlético | Estadio Miguel Grau, Piura, (Perú) |                            |
|                                                       | Barrueto 59'  | Reporte   |                  | Árbitro(s): Alberto Lozano         | Árbitro(s): Alberto Lozano |

| Copa del Inca 2011 Llave 4; 29 de mayo de 2011, 15:00 | Pedro Anselmo Bazalar | 0:1 (0:1) | U. César Vallejo | Estadio Segundo Aranda Torres, Huacho, (Perú) |                        |
|                                                       |                       | Reporte   | Rossel 14'       | Árbitro(s): Luis Garay                        | Árbitro(s): Luis Garay |

| Copa del Inca 2011 Llave 5; 29 de mayo de 2011, 13:30 | Real Garcilaso                              | 3:1 (0:0) | Cienciano  | Estadio Inca Garcilaso, Cusco, (Perú) |                                  |
|                                                       | Huerta 54' · Chichozola 61' · Rodríguez 82' | Reporte   | Flores 52' | Árbitro(s): Alejandro Villanueva      | Árbitro(s): Alejandro Villanueva |

| Copa del Inca 2011 Llave 6; 29 de mayo de 2011, 12:00 | UTC                              | 1:1 (1:1) (4:2 p.)         | León de Huánuco                              | Estadio Héroes de San Ramón, Cajamarca, (Perú) |                           |
|                                                       | Guerrero 2'                      | Reporte                    | Cambindo 21'                                 | Árbitro(s): Julio Álvarez                      | Árbitro(s): Julio Álvarez |
|                                                       |                                  | Tiros desde el punto penal |                                              |                                                |                           |
|                                                       | Guerrero · Joya · Caján · Alemán |                            | Gonzales Vigil · Salas · Cambindo · Céspedes |                                                |                           |

| Copa del Inca 2011 Llave 7; 28 de mayo de 2011, 20:30 | Sport Ancash                          | 3:2 (2:0) | Universitario                 | Estadio Rosas Pampa, Huaraz, (Perú) |                        |
|                                                       | Vásquez 8' · Alguedas 22' · Lenci 63' | Reporte   | Saco Vértiz 53' · Mendoza 70' | Árbitro(s): Iván Chang              | Árbitro(s): Iván Chang |

| Copa del Inca 2011 Llave 8; 29 de mayo de 2011, 15:45 | Sportivo Huracán                                               | 1:1 (0:1) (5:4 p.)         | FBC Melgar                                             | Estadio Mariano Melgar, Arequipa, (Perú) |                            |
|                                                       | Martínez 75' (p)                                               | Reporte                    | Meza Cuadra 1'                                         | Árbitro(s): Yovani Quevedo               | Árbitro(s): Yovani Quevedo |
|                                                       |                                                                | Tiros desde el punto penal |                                                        |                                          |                            |
|                                                       | Manchego · Vásquez · Martínez · Romaní · Fernández · Arizaga · |                            | Del Solar · Reaños · Zúñiga · Barros · Calcina · Ojeda |                                          |                            |

| Copa del Inca 2011 Llave 9; 29 de mayo de 2011, 15:30 | Sport Victoria | 0:3 (0:1) | U. San Martín                | Estadio José Picasso Peratta, Ica, (Perú) |                            |
|                                                       |                | Reporte   | Tejada 43' 50' · Ubierna 73' | Árbitro(s): Luis Seminario                | Árbitro(s): Luis Seminario |

| Copa del Inca 2011 Llave 10; 29 de mayo de 2011, 15:00 | Coronel Bolognesi | 0:1 (0:0) | Sporting Cristal | Estadio Jorge Basadre, Tacna, (Perú) |                           |
|                                                        |                   | Reporte   | Pando 83'        | Árbitro(s): Roberto Mauro            | Árbitro(s): Roberto Mauro |

| Copa del Inca 2011 Llave 11; 29 de mayo de 2011, 13:00 | Atlético Torino                      | 0:0 (2:4 p.)               | Juan Aurich                                 | Estadio Campeonísimo, Talara, (Perú) |                              |
|                                                        |                                      | Reporte                    |                                             | Árbitro(s): Fernando Legario         | Árbitro(s): Fernando Legario |
|                                                        |                                      | Tiros desde el punto penal |                                             |                                      |                              |
|                                                        | Marengo · Quinto · Tapia · Shimokawa |                            | García · Vásquez · Aliaga · Velarde · Drago |                                      |                              |

| Copa del Inca 2011 Llave 12; 8 de junio de 2011, 15:00 | Alianza Unicachi          | 2:0 (0:0) | Cobresol | Estadio Enrique Torres Belón, Puno, (Perú) |                              |
|                                                        | Francia 49' · Ardiles 67' | Reporte   |          | Árbitro(s): Eduardo Chirinos               | Árbitro(s): Eduardo Chirinos |

| Copa del Inca 2011 Llave 13; 29 de mayo de 2011, 15:30 | Unión Huaral                            | 3:1 (1:0) | CNI       | Estadio Julio Lores Colán, Huaral, (Perú) |                          |
|                                                        | Obregón 25' · Paredes 60' · Salinas 85' | Reporte   | Celis 50' | Árbitro(s): Silvia Reyes                  | Árbitro(s): Silvia Reyes |

| Copa del Inca 2011 Llave 14; 28 de mayo de 2011, 13:45 | Deportivo Municipal                  | 0:0 (4:2 p.)               | Sport Boys                        | Estadio Alberto Gallardo, Lima, (Perú) |                          |
|                                                        |                                      | Reporte                    |                                   | Árbitro(s): Héctor Rojas               | Árbitro(s): Héctor Rojas |
|                                                        |                                      | Tiros desde el punto penal |                                   |                                        |                          |
|                                                        | García · Maraví · Ventura · Castillo |                            | Seminario · Arce · Muñoz · Santos |                                        |                          |

| Copa del Inca 2011 Llave 15; 29 de mayo de 2011, 15:00 | José María Arguedas | 1:0 (1:0) | Inti Gas | Estadio Los Chankas, Andahuaylas, (Perú) |                           |
|                                                        | Sánchez 45+1'       | Reporte   |          | Árbitro(s): Jesús Vásquez                | Árbitro(s): Jesús Vásquez |

| Copa del Inca 2011 Llave 16; 28 de mayo de 2011, 18:15 | José Gálvez                               | 1:1 (0:1) (4:2 p.)         | Alianza Lima                         | Estadio Centenario, Chimbote, (Perú) |                             |
|                                                        | Gonzales 45+1'                            | Reporte                    | Oviedo 82'                           | Árbitro(s): Fredy Arellanos          | Árbitro(s): Fredy Arellanos |
|                                                        |                                           | Tiros desde el punto penal |                                      |                                      |                             |
|                                                        | Mayme · Medina · Obeso · Garcete · Flores |                            | Curiel · Mesarina · Beltrán · Ascues |                                      |                             |

| \| Jor. \| Fecha \| Estadio \| Ciudad \| Local \| Score \| Visitante \| \| ---- \| ---------- \| --------------------- \| ----------- \| ------------------- \| ----------- \| ------------------------- \| \| 1º \| 29-05-2011 \| Mariscal Cáceres \| Tumbes \| Sporting Pizarro \| 2 - 1 \| Unión Comercio \| \| 2º \| 29-05-2011 \| Unión Tarma \| Tarma \| ADT \| 1(1) - 1(4) \| Sport Huancayo \| \| 3º \| 28-05-2011 \| Miguel Grau \| Piura \| Atlético Grau \| 1 - 0 \| Alianza Atlético \| \| 4º \| 29-05-2011 \| Segundo Aranda \| Huacho \| Anselmo Bazalar \| 0 - 1 \| Universidad Cesar Vallejo \| \| 5º \| 29-05-2011 \| Inca Garcilaso \| Cusco \| Real Garcilaso \| 3 - 1 \| Cienciano \| \| 6º \| 29-05-2011 \| Héroes de San Ramón \| Cajamarca \| UTC \| 1(4) - 1(2) \| León Huánuco \| \| 7º \| 28-05-2011 \| Rosas Pampa \| Huaraz \| Sport Ancash \| 3 - 2 \| Universitario \| \| 8º \| 29-05-2011 \| Monumental de la UNSA \| Arequipa \| Sportivo Huracán \| 1(5) - 1(4) \| FBC Melgar \| \| 9º \| 29-05-2011 \| Picasso Peratta \| Ica \| Sport Victoria \| 0 - 3 \| Universidad San Martín \| \| 10º \| 29-05-2011 \| Jorge Basadre \| Tacna \| Coronel Bolognesi \| 0 - 1 \| Sporting Cristal \| \| 11º \| 29-05-2011 \| Campeonísimo \| Talara \| Atlético Torino \| 0(2) - 0(4) \| Juan Aurich \| \| 12º \| 08-06-2011 \| Enrique Torres Belón \| Puno \| Alianza Unicachi \| 2 - 0 \| Cobresol FBC \| \| 13º \| 29-05-2011 \| Julio Lores Colán \| Huaral \| Unión Huaral \| 3 - 1 \| CNI \| \| 14º \| 28-05-2011 \| Alberto Gallardo \| Lima \| Deportivo Municipal \| 0(4) - 0(2) \| Sport Boys \| \| 15º \| 29-05-2011 \| Los Chankas \| Andahuaylas \| José Maria Arguedas \| 1 - 0 \| Inti Gas \| \| 16º \| 28-05-2011 \| Centenario \| Chimbote \| José Galvez \| 1(4) - 1(2) \| Alianza Lima \| |            |                       |             |                     |             |                           |
| Jor. | Fecha      | Estadio               | Ciudad      | Local               | Score       | Visitante                 |
| 1º | 29-05-2011 | Mariscal Cáceres      | Tumbes      | Sporting Pizarro    | 2 - 1       | Unión Comercio            |
| 2º | 29-05-2011 | Unión Tarma           | Tarma       | ADT                 | 1(1) - 1(4) | Sport Huancayo            |
| 3º | 28-05-2011 | Miguel Grau           | Piura       | Atlético Grau       | 1 - 0       | Alianza Atlético          |
| 4º | 29-05-2011 | Segundo Aranda        | Huacho      | Anselmo Bazalar     | 0 - 1       | Universidad Cesar Vallejo |
| 5º | 29-05-2011 | Inca Garcilaso        | Cusco       | Real Garcilaso      | 3 - 1       | Cienciano                 |
| 6º | 29-05-2011 | Héroes de San Ramón   | Cajamarca   | UTC                 | 1(4) - 1(2) | León Huánuco              |
| 7º | 28-05-2011 | Rosas Pampa           | Huaraz      | Sport Ancash        | 3 - 2       | Universitario             |
| 8º | 29-05-2011 | Monumental de la UNSA | Arequipa    | Sportivo Huracán    | 1(5) - 1(4) | FBC Melgar                |
| 9º | 29-05-2011 | Picasso Peratta       | Ica         | Sport Victoria      | 0 - 3       | Universidad San Martín    |
| 10º | 29-05-2011 | Jorge Basadre         | Tacna       | Coronel Bolognesi   | 0 - 1       | Sporting Cristal          |
| 11º | 29-05-2011 | Campeonísimo          | Talara      | Atlético Torino     | 0(2) - 0(4) | Juan Aurich               |
| 12º | 08-06-2011 | Enrique Torres Belón  | Puno        | Alianza Unicachi    | 2 - 0       | Cobresol FBC              |
| 13º | 29-05-2011 | Julio Lores Colán     | Huaral      | Unión Huaral        | 3 - 1       | CNI                       |
| 14º | 28-05-2011 | Alberto Gallardo      | Lima        | Deportivo Municipal | 0(4) - 0(2) | Sport Boys                |
| 15º | 29-05-2011 | Los Chankas           | Andahuaylas | José Maria Arguedas | 1 - 0       | Inti Gas                  |
| 16º | 28-05-2011 | Centenario            | Chimbote    | José Galvez         | 1(4) - 1(2) | Alianza Lima              |

## Fases finales
|  | Octavos de final    | Octavos de final | Octavos de final |                     |   | Cuartos de final  | Cuartos de final  | Cuartos de final  |  |  | Semifinales      | Semifinales      | Semifinales      |  |  | Final            | Final            | Final            |
|  | 8 al 19 de junio    | 8 al 19 de junio | 8 al 19 de junio |                     |   | 22 al 30 de junio | 22 al 30 de junio | 22 al 30 de junio |  |  | 6 al 13 de julio | 6 al 13 de julio | 6 al 13 de julio |  |  | 24 y 30 de julio | 24 y 30 de julio | 24 y 30 de julio |
|  |                     |                  |                  |                     |   |                   |                   |                   |  |  |                  |                  |                  |  |  |                  |                  |                  |
|  |                     |                  |                  |                     |   |                   |                   |                   |  |  |                  |                  |                  |  |  |                  |                  |                  |
|  |                     |                  |                  |                     |   |                   |                   |                   |  |  |                  |                  |                  |  |  |                  |                  |                  |
|  | Sport Huancayo      | 1                | 3 (3)            |                     |   |                   |                   |                   |  |  |                  |                  |                  |  |  |                  |                  |                  |
|  | Sport Huancayo      | 1                | 3 (3)            |                     |   |                   |                   |                   |  |  |                  |                  |                  |  |  |                  |                  |                  |
|  | Sporting Pizarro    | 3                | 1 (1)            |                     |   |                   |                   |                   |  |  |                  |                  |                  |  |  |                  |                  |                  |
|  | Sporting Pizarro    | 3                | 1 (1)            | Sport Huancayo      | 1 | 1 (4)             |                   |                   |  |  |                  |                  |                  |  |  |                  |                  |                  |
|  |                     |                  |                  |                     | 1 | 1 (4)             |                   |                   |  |  |                  |                  |                  |  |  |                  |                  |                  |
|  |                     | U. César Vallejo | 2                | 0 (2)               |   |                   |                   |                   |  |  |                  |                  |                  |  |  |                  |                  |                  |
|  | U. César Vallejo    | U. César Vallejo | 2                | 0 (2)               | 2 | 1 (4)             |                   |                   |  |  |                  |                  |                  |  |  |                  |                  |                  |
|  | U. César Vallejo    |                  |                  |                     | 2 | 1 (4)             |                   |                   |  |  |                  |                  |                  |  |  |                  |                  |                  |
|  | Atlético Grau       | 2                | 1 (3)            |                     |   |                   |                   |                   |  |  |                  |                  |                  |  |  |                  |                  |                  |
|  | Atlético Grau       | 2                | 1 (3)            | Sport Huancayo      | 1 | 2 (6)             |                   |                   |  |  |                  |                  |                  |  |  |                  |                  |                  |
|  |                     |                  |                  |                     | 1 | 2 (6)             |                   |                   |  |  |                  |                  |                  |  |  |                  |                  |                  |
|  |                     | Sport Ancash     | 2                | 1 (7)               |   |                   |                   |                   |  |  |                  |                  |                  |  |  |                  |                  |                  |
|  | Real Garcilaso      | Sport Ancash     | 2                | 1 (7)               | 0 | 1 (4)             |                   |                   |  |  |                  |                  |                  |  |  |                  |                  |                  |
|  | Real Garcilaso      |                  |                  |                     | 0 | 1 (4)             |                   |                   |  |  |                  |                  |                  |  |  |                  |                  |                  |
|  | UTC                 | 0                | 1 (3)            |                     |   |                   |                   |                   |  |  |                  |                  |                  |  |  |                  |                  |                  |
|  | UTC                 | 0                | 1 (3)            | Real Garcilaso      | 1 | 1 (5)             |                   |                   |  |  |                  |                  |                  |  |  |                  |                  |                  |
|  |                     |                  |                  |                     | 1 | 1 (5)             |                   |                   |  |  |                  |                  |                  |  |  |                  |                  |                  |
|  |                     | Sport Ancash     | 1                | 1 (6)               |   |                   |                   |                   |  |  |                  |                  |                  |  |  |                  |                  |                  |
|  | Sportivo Huracán    | Sport Ancash     | 1                | 1 (6)               | 1 | 1                 |                   |                   |  |  |                  |                  |                  |  |  |                  |                  |                  |
|  | Sportivo Huracán    |                  |                  |                     | 1 | 1                 |                   |                   |  |  |                  |                  |                  |  |  |                  |                  |                  |
|  | Sport Ancash        | 4                | 1                |                     |   |                   |                   |                   |  |  |                  |                  |                  |  |  |                  |                  |                  |
|  | Sport Ancash        | 4                | 1                | José Gálvez         | 1 | 6                 |                   |                   |  |  |                  |                  |                  |  |  |                  |                  |                  |
|  |                     |                  |                  |                     | 1 | 6                 |                   |                   |  |  |                  |                  |                  |  |  |                  |                  |                  |
|  |                     | Sport Ancash     | 1                | 2                   |   |                   |                   |                   |  |  |                  |                  |                  |  |  |                  |                  |                  |
|  | Sporting Cristal    | Sport Ancash     | 1                | 2                   | 0 | 1                 |                   |                   |  |  |                  |                  |                  |  |  |                  |                  |                  |
|  | Sporting Cristal    |                  |                  |                     | 0 | 1                 |                   |                   |  |  |                  |                  |                  |  |  |                  |                  |                  |
|  | U. San Martín       | 0                | 0                |                     |   |                   |                   |                   |  |  |                  |                  |                  |  |  |                  |                  |                  |
|  | U. San Martín       | 0                | 0                | Sporting Cristal    | 1 | 0 (5)             |                   |                   |  |  |                  |                  |                  |  |  |                  |                  |                  |
|  |                     |                  |                  |                     | 1 | 0 (5)             |                   |                   |  |  |                  |                  |                  |  |  |                  |                  |                  |
|  |                     | Alianza Unicachi | 1                | 0 (4)               |   |                   |                   |                   |  |  |                  |                  |                  |  |  |                  |                  |                  |
|  | Alianza Unicachi    | Alianza Unicachi | 1                | 0 (4)               | 1 | 3 (3)             |                   |                   |  |  |                  |                  |                  |  |  |                  |                  |                  |
|  | Alianza Unicachi    |                  |                  |                     | 1 | 3 (3)             |                   |                   |  |  |                  |                  |                  |  |  |                  |                  |                  |
|  | Juan Aurich         | 3                | 1 (2)            |                     |   |                   |                   |                   |  |  |                  |                  |                  |  |  |                  |                  |                  |
|  | Juan Aurich         | 3                | 1 (2)            | Sporting Cristal    | 0 | 1                 |                   |                   |  |  |                  |                  |                  |  |  |                  |                  |                  |
|  |                     |                  |                  |                     | 0 | 1                 |                   |                   |  |  |                  |                  |                  |  |  |                  |                  |                  |
|  |                     | José Gálvez      | 1                | 1                   |   |                   |                   |                   |  |  |                  |                  |                  |  |  |                  |                  |                  |
|  | Unión Huaral        | José Gálvez      | 1                | 1                   | 3 | 0 (3)             |                   |                   |  |  |                  |                  |                  |  |  |                  |                  |                  |
|  | Unión Huaral        |                  |                  |                     | 3 | 0 (3)             |                   |                   |  |  |                  |                  |                  |  |  |                  |                  |                  |
|  | Deportivo Municipal | 2                | 1 (5)            |                     |   |                   |                   |                   |  |  |                  |                  |                  |  |  |                  |                  |                  |
|  | Deportivo Municipal | 2                | 1 (5)            | Deportivo Municipal | 2 | 2 (5)             |                   |                   |  |  |                  |                  |                  |  |  |                  |                  |                  |
|  |                     |                  |                  |                     | 2 | 2 (5)             |                   |                   |  |  |                  |                  |                  |  |  |                  |                  |                  |
|  |                     | José Gálvez      | 2                | 2 (6)               |   |                   |                   |                   |  |  |                  |                  |                  |  |  |                  |                  |                  |
|  | José María Arguedas | José Gálvez      | 2                | 2 (6)               | 1 | 1 (2)             |                   |                   |  |  |                  |                  |                  |  |  |                  |                  |                  |
|  | José María Arguedas |                  |                  |                     | 1 | 1 (2)             |                   |                   |  |  |                  |                  |                  |  |  |                  |                  |                  |
|  | José Gálvez         | 2                | 0 (3)            |                     |   |                   |                   |                   |  |  |                  |                  |                  |  |  |                  |                  |                  |

- Nota: En cada llave, el equipo ubicado en la primera línea es el que ejerce la localía en el partido de vuelta.

### Octavos de final
| Copa del Inca 2011 8º (ida); 12 de junio de 2011, 15:00 | Sporting Pizarro                       | 3:1 (2:0) | Sport Huancayo | Estadio Mariscal Cáceres, Tumbes, (Perú) |                              |
|                                                         | Rueda 7' · E. Sánchez 23' · Flores 49' | Reporte   | Delgado 79'    | Árbitro(s): Fernando Legario             | Árbitro(s): Fernando Legario |

| Copa del Inca 2011 8º (vuelta); 18 de junio de 2011, 14:00 | Sport Huancayo                            | 3:1 (2:0) (3:1 p.)         | Sporting Pizarro                           | Estadio Huancayo, Huancayo, (Perú) |                              |
|                                                            | Reyes 3' 8' · Acasiete 72'                | Reporte                    | Vilela 63'                                 | Árbitro(s): Eduardo Chirinos       | Árbitro(s): Eduardo Chirinos |
|                                                            |                                           | Tiros desde el punto penal |                                            |                                    |                              |
|                                                            | Reyes · Giral · Delgado · Vega · Zambrano |                            | Cabrera · E. Sánchez · Sandoval · L. Gómez |                                    |                              |

| Copa del Inca 2011 8º (ida); 12 de junio de 2011, 15:00                                                                 | Atlético Grau          | 2:2 (1:0) | U. César Vallejo           | Estadio Miguel Grau, Piura, (Perú) |                        |
| | Rojas 7' · Padilla 86' | Reporte   | Andonaire 65' · Cedrón 83' | Árbitro(s): Diego Haro             | Árbitro(s): Diego Haro |
| • Partido finalizado en el minuto 87' por falta de garantías: algunos hinchas lanzaron proyectiles al terreno de juego. |                        |           |                            |                                    |                        |

| Copa del Inca 2011 8º (vuelta); 18 de junio de 2011, 15:30 | U. César Vallejo                                        | 1:1 (0:0) (4:3 p.)         | Atlético Grau                                               | Estadio Mansiche, Trujillo, (Perú) |                             |
|                                                            | Cazulo 71'                                              | Reporte                    | Rojas 56'                                                   | Árbitro(s): Fredy Arellanos        | Árbitro(s): Fredy Arellanos |
|                                                            |                                                         | Tiros desde el punto penal |                                                             |                                    |                             |
|                                                            | Hurtado · Faiffer · Demus · Muente · Bazalar · A. López |                            | Peña · Padilla · J. Zegarra · Martínez · Salhuana · Hidalgo |                                    |                             |

| Copa del Inca 2011 8º (ida); 15 de junio de 2011, 13:30 | UTC | 0:0     | Real Garcilaso | Estadio Héroes de San Ramón, Cajamarca, (Perú) |                          |
|                                                         |     | Reporte |                | Árbitro(s): Héctor Rojas                       | Árbitro(s): Héctor Rojas |

| Copa del Inca 2011 8º (vuelta); 19 de junio de 2011, 13:30 | Real Garcilaso                                         | 1:1 (1:0) (4:3 p.)         | UTC                                             | Estadio Inca Garcilaso, Cusco, (Perú) |                           |
|                                                            | Chichizola 17'                                         | Reporte                    | Alemán 67' (p)                                  | Árbitro(s): Jesús Vásquez             | Árbitro(s): Jesús Vásquez |
|                                                            |                                                        | Tiros desde el punto penal |                                                 |                                       |                           |
|                                                            | R. Rodríguez · Uribe · Huerta · Vildoso · P. Rodríguez |                            | Guerrero · Joya · A. Salinas · Alemán · Fajardo |                                       |                           |

| Copa del Inca 2011 8º (ida); 8 de junio de 2011, 20:15 | Sport Ancash                                | 4:1 (0:1) | Sportivo Huracán | Estadio Rosas Pampa, Huaraz, (Perú) |                            |
|                                                        | D. Silva 50' · Carrillo 67' · Lenci 71' 78' | Reporte   | Romaní 12'       | Árbitro(s): Luis Seminario          | Árbitro(s): Luis Seminario |

| Copa del Inca 2011 8º (vuelta); 15 de junio de 2011, 15:00 | Sportivo Huracán | 1:1 (0:1) | Sport Ancash | Estadio Mariano Melgar, Arequipa, (Perú) |                                  |
|                                                            | Romaní 86'       | Reporte   | Carrillo 42' | Árbitro(s): Alejandro Villanueva         | Árbitro(s): Alejandro Villanueva |

| Copa del Inca 2011 8º (ida); 12 de junio de 2011, 14:00 | U. San Martín | 0:0     | Sporting Cristal | Estadio Alberto Gallardo, Lima, (Perú) |                                  |
|                                                         |               | Reporte |                  | Árbitro(s): Alejandro Villanueva       | Árbitro(s): Alejandro Villanueva |

| Copa del Inca 2011 8º (vuelta); 18 de junio de 2011, 14:30 | Sporting Cristal | 1:0 (1:0) | U. San Martín | Estadio Alberto Gallardo, Lima, (Perú) |                            |
|                                                            | Quina 32'        | Reporte   |               | Árbitro(s): Henry Gambetta             | Árbitro(s): Henry Gambetta |

| Copa del Inca 2011 8º (ida); 15 de junio de 2011, 16:00 | Juan Aurich                               | 3:1 (0:0) | Alianza Unicachi | Estadio Elías Aguirre, Chiclayo, (Perú) |                            |
|                                                         | M. Ramírez 77' · Minaya 81' · Cueto 90+1' | Reporte   | Shoro 72'        | Árbitro(s): Mario Espichán              | Árbitro(s): Mario Espichán |

| Copa del Inca 2011 8º (vuelta); 19 de junio de 2011, 15:00 | Alianza Unicachi                                                         | 3:1 (2:0) (3:2 p.)         | Juan Aurich                                                | Estadio Miguel Grau, Callao, (Perú) |                           |
|                                                            | Ardiles 11' · Shoro 30' · Chacaliaza 52' (p)                             | Reporte                    | Talaviña 79'                                               | Árbitro(s): Julio Álvarez           | Árbitro(s): Julio Álvarez |
|                                                            |                                                                          | Tiros desde el punto penal |                                                            |                                     |                           |
|                                                            | Sanguinetti · Chacaliaza · L. Galliquio · Monserrate · Ardiles · Venegas |                            | J. Vásquez · Cueto · Tenemás · Velarde · Molina · Talaviña |                                     |                           |

| Copa del Inca 2011 8º (ida); 13 de junio de 2011, 15:30 | Deportivo Municipal    | 2:3 (0:1) | Unión Huaral                           | Estadio Manuel Bonilla, Lima, (Perú) |                              |
|                                                         | Díaz 50' · Pacheco 67' | Reporte   | Cruz 6' · Obregón 60' · M. Salinas 86' | Árbitro(s): Albert Caballero         | Árbitro(s): Albert Caballero |

| Copa del Inca 2011 8º (vuelta); 19 de junio de 2011, 15:30 | Unión Huaral                         | 0:1 (0:0) (3:5 p.)         | Deportivo Municipal                          | Estadio Julio Lores Colán, Huaral, (Perú) |                               |
|                                                            |                                      | Reporte                    | Espinoza 80'                                 | Árbitro(s): Miguel Santiváñez             | Árbitro(s): Miguel Santiváñez |
|                                                            |                                      | Tiros desde el punto penal |                                              |                                           |                               |
|                                                            | Kobatsu · E. Gómez · Muñoz · Ramírez |                            | García · Maraví · Ventura · Castillo · Ramos |                                           |                               |

| Copa del Inca 2011 8º (ida); 9 de junio de 2011, 19:30 | José Gálvez              | 2:1 (2:0) | José María Arguedas | Estadio Centenario, Chimbote, (Perú) |                               |
|                                                        | Posito 8' · M. Silva 22' | Reporte   | C. Sánchez 62'      | Árbitro(s): Miguel Santiváñez        | Árbitro(s): Miguel Santiváñez |

| Copa del Inca 2011 8º (vuelta); 16 de junio de 2011, 15:00 | José María Arguedas                                    | 1:0 (1:0) (2:3 p.)         | José Gálvez                                  | Estadio Los Chankas, Andahuaylas, (Perú) |                           |
|                                                            | Campos 44'                                             | Reporte                    |                                              | Árbitro(s): Federico Sosa                | Árbitro(s): Federico Sosa |
|                                                            |                                                        | Tiros desde el punto penal |                                              |                                          |                           |
|                                                            | C. Sánchez · E. Sánchez · J. Ramírez · Castro · Campos |                            | Guevara · Oviedo · Robles · Hernández · Luna |                                          |                           |

### Cuartos de final
| Copa del Inca 2011 4º (ida); 26 de junio de 2011, 15:15 | Sport Ancash | 1:1 (1:0) | Real Garcilaso | Estadio Rosas Pampa, Huaraz, (Perú) |                            |
|                                                         | Vásquez 33'  | Reporte   | Chichizola 62' | Árbitro(s): Yovani Quevedo          | Árbitro(s): Yovani Quevedo |

| Copa del Inca 2011 4º (vuelta); 29 de junio de 2011, 13:30 | Real Garcilaso                                                          | 1:1 (0:1) (5:6 p.)         | Sport Ancash                                                               | Estadio Inca Garcilaso, Cusco, (Perú) |                        |
|                                                            | R. Rodríguez 48'                                                        | Reporte                    | Cleque 13'                                                                 | Árbitro(s): Luis Garay                | Árbitro(s): Luis Garay |
|                                                            |                                                                         | Tiros desde el punto penal |                                                                            |                                       |                        |
|                                                            | R. Rodríguez · Crovetto · Vildoso · Reyna · Chichizola · Uribe · García |                            | Carrillo · Alguedas · Cleque · Alvarado · Yances · Gonzales · J. Rodríguez |                                       |                        |

| Copa del Inca 2011 4º (ida); 25 de junio de 2011, 15:30 | U. César Vallejo            | 2:1 (0:1) | Sport Huancayo | Estadio Mansiche, Trujillo, (Perú) |                               |
|                                                         | Leguizamón 53' · Cazulo 54' | Reporte   | Ortiz 32'      | Árbitro(s): Miguel Santiváñez      | Árbitro(s): Miguel Santiváñez |

| Copa del Inca 2011 4º (vuelta); 29 de junio de 2011, 15:00 | Sport Huancayo                              | 1:0 (0:0) (4:2 p.)         | U. César Vallejo                         | Estadio Huancayo, Huancayo, (Perú) |                            |
|                                                            | Salas 54'                                   | Reporte                    |                                          | Árbitro(s): Luis Seminario         | Árbitro(s): Luis Seminario |
|                                                            |                                             | Tiros desde el punto penal |                                          |                                    |                            |
|                                                            | B. López · Mostto · Delgado · Sotil · Pabón |                            | Rossel · J. López · Andonaire · A. López |                                    |                            |

| Copa del Inca 2011 4º (ida); 26 de junio de 2011, 14:00 | Alianza Unicachi | 1:1 (1:1) | Sporting Cristal | Estadio Alberto Gallardo, Lima, (Perú) |                        |
|                                                         | Shoro 26'        | Reporte   | Pando 37'        | Árbitro(s): Diego Haro                 | Árbitro(s): Diego Haro |

| Copa del Inca 2011 4º (vuelta); 29 de junio de 2011, 14:30 | Sporting Cristal                                     | 0:0 (5:4 p.)               | Alianza Unicachi                                           | Estadio Alberto Gallardo, Lima, (Perú) |                            |
|                                                            |                                                      | Reporte                    |                                                            | Árbitro(s): Alberto Lozano             | Árbitro(s): Alberto Lozano |
|                                                            |                                                      | Tiros desde el punto penal |                                                            |                                        |                            |
|                                                            | Ximénez · Carranza · Palacios · Fernández · Espinoza |                            | Montenegro · Sanguinetti · Chacaliaza · Castillo · Saldaña |                                        |                            |

| Copa del Inca 2011 4º (ida); 22 de junio de 2011, 20:00 | José Gálvez            | 2:2 (0:0) | Deportivo Municipal           | Estadio Centenario, Chimbote, (Perú) |                              |
|                                                         | Luna 48' · Garcete 69' | Reporte   | C. Rodríguez 57' · Maraví 84' | Árbitro(s): Albert Caballero         | Árbitro(s): Albert Caballero |

| Copa del Inca 2011 4º (vuelta); 30 de junio de 2011, 15:00 | Deportivo Municipal                                                                | 2:2 (1:1) (5:6 p.)         | José Gálvez                                                                | Estadio Manuel Bonilla, Lima, (Perú) |                           |
|                                                            | Ruiz 27' 65'                                                                       | Reporte                    | Carnero 11' · Posito 90+4'                                                 | Árbitro(s): Roberto Mauro            | Árbitro(s): Roberto Mauro |
|                                                            |                                                                                    | Tiros desde el punto penal |                                                                            |                                      |                           |
|                                                            | Ruiz · Flores · Ventura · Castillo · C. Rodríguez · Robladillo · Honores · H. Díaz |                            | Ronceros · Peláez · Cabada · M. Silva · Luna · Posito · C. Díaz · Zevallos |                                      |                           |

### Semifinales
| Copa del Inca 2011 Semifinal (ida); 6 de julio de 2011, 20:15 | Sport Ancash            | 2:1 (2:1) | Sport Huancayo | Estadio Rosas Pampa, Huaraz, (Perú) |                           |
|                                                               | Cárdenas 9' · Lenci 18' | Reporte   | Ávila 42'      | Árbitro(s): Julio Álvarez           | Árbitro(s): Julio Álvarez |

| Copa del Inca 2011 Semifinal (vuelta); 13 de julio de 2011, 14:00 | Sport Huancayo                                                                 | 2:1 (1:0) (6:7 p.)         | Sport Ancash                                                                                 | Estadio Huancayo, Huancayo, (Perú) |                        |
|                                                                   | Ávila 32' 86' (p)                                                              | Reporte                    | Vásquez 68'                                                                                  | Árbitro(s): Iván Chang             | Árbitro(s): Iván Chang |
|                                                                   |                                                                                | Tiros desde el punto penal |                                                                                              |                                    |                        |
|                                                                   | B. López · Ávila · Sotil · Ortiz · Farfán · Zambrano · Figueroa · Vega · Reyes |                            | Carrillo · Lenci · Cleque · Regalado · Alvarado · J. Rodríguez · Solís · Cárdenas · Bustinza |                                    |                        |

| Copa del Inca 2011 Semifinal (ida); 6 de julio de 2011, 18:00 | José Gálvez | 1:0 (1:0) | Sporting Cristal | Estadio Centenario, Chimbote, (Perú) |                            |
|                                                               | Salcedo 32' | Reporte   |                  | Árbitro(s): Henry Gambetta           | Árbitro(s): Henry Gambetta |

| Copa del Inca 2011 Semifinal (vuelta); 13 de julio de 2011, 14:00 | Sporting Cristal | 1:1 (0:0) | José Gálvez  | Estadio Alberto Gallardo, Lima, (Perú) |                             |
|                                                                   | Alva 58'         | Reporte   | M. Silva 52' | Árbitro(s): Georges Buckley            | Árbitro(s): Georges Buckley |

### Final
| Copa del Inca 2011 Final (ida); 24 de julio de 2011, 15:15 | Sport Ancash | 1:1 (0:0) | José Gálvez | Estadio Rosas Pampa, Huaraz, (Perú)                        |                                                            |
|                                                            | Portillo 71' | Reporte   | Mayme 66'   | Asistencia: 11 183 espectadores Árbitro(s): Henry Gambetta | Asistencia: 11 183 espectadores Árbitro(s): Henry Gambetta |

| Copa del Inca 2011 Final (vuelta); 30 de julio de 2011, 19:00 | José Gálvez                                             | 6:2 (4:0) | Sport Ancash  | Estadio Centenario, Chimbote, (Perú)                        |                                                             |
|                                                               | Cordero 3' (p) · Medina 14' 49' 73' · Santacruz 18' 39' | Reporte   | Lenci 56' 62' | Asistencia: 14 395 espectadores Árbitro(s): Georges Buckley | Asistencia: 14 395 espectadores Árbitro(s): Georges Buckley |

| (Ganador Copa Inca) José Gálvez Clasificó a la Final de la Copa Federación 2012 |

|                             |
| Campeón de la Copa del Inca |
| José Gálvez                 |
| 1.er título                 |

## Goleadores
| Jugador              | Jugador              | Goles | Equipo              |
| -------------------- | -------------------- | ----- | ------------------- |
| Bandera de Argentina | Fabricio Lenci       | 6     | Sport Ancash        |
| Bandera de Perú      | José Shoro           | 3     | Alianza Unicachi    |
| Bandera de Perú      | César Medina         | 3     | José Gálvez         |
| Bandera de Perú      | Giancarlo Chichizola | 3     | Real Garcilaso      |
| Bandera de Perú      | Irven Ávila          | 3     | Sport Huancayo      |
| Bandera de Perú      | Janio Posito         | 2     | José Gálvez         |
| Bandera de Paraguay  | Sixto Santacruz      | 2     | José Gálvez         |
| Bandera de Perú      | Miguel Silva         | 2     | José Gálvez         |
| Bandera de Perú      | Juan Carrillo        | 2     | Sport Ancash        |
| Bandera de Perú      | Einer Vásquez        | 2     | Sport Ancash        |
| Bandera de Perú      | Robert Ardiles       | 2     | Alianza Unicachi    |
| Bandera de Perú      | Reynaldo Rojas       | 2     | Atlético Grau       |
| Bandera de Perú      | Roberto Ruiz         | 2     | Deportivo Municipal |
| Bandera de Perú      | Christian Sánchez    | 2     | José María Arguedas |
| Bandera de Perú      | Deyair Reyes         | 2     | Sport Huancayo      |
| Bandera de Perú      | Andy Pando           | 2     | Sporting Cristal    |
| Bandera de Perú      | Edgar Romaní         | 2     | Sportivo Huracán    |
| Bandera de Uruguay   | Jorge Cazulo         | 2     | U. César Vallejo    |
| Bandera de Perú      | Manuel Tejada        | 2     | U. San Martín       |